# Polderbeek
Polderbeek är ett vattendrag i Belgien.   Det ligger i provinsen Östflandern och regionen Flandern, i den centrala delen av landet, 30 km nordväst om huvudstaden Bryssel.
Omgivningarna runt Polderbeek är en mosaik av jordbruksmark och naturlig växtlighet. Runt Polderbeek är det tätbefolkat, med 636 invånare per kvadratkilometer.